# Attentats de Trèbes et Carcassonne
Les attentats de Trèbes et Carcassonne sont des attaques terroristes islamistes, doublées de crimes homophobes, perpétrées le 23 mars 2018 à Carcassonne et dans un supermarché Super U de Trèbes, dans l'Aude, par Radouane Lakdim. Les attentats sont revendiqués par l'État islamique et font quatre morts et quinze blessés. Le terroriste est abattu par le GIGN.
Le lieutenant-colonel de gendarmerie Arnaud Beltrame, qui a été tué alors qu'il avait pris la place d'une otage dans le supermarché, reçoit un hommage national et est célébré comme un héros en France et au niveau international.

## Contexte
La France est, en mars 2018, le pays européen le plus touché par des attaques commanditées ou inspirées par l’État islamique avec 11 attentats depuis début 2015, ayant causé 245 morts, auxquelles s’ajoutent, selon un décompte du journal en ligne Mediapart, 17 attentats échoués et 50 attentats déjoués. Selon une étude du Centre d'analyse du terrorisme, l’Hexagone a connu 5 attentats, 6 tentatives et 20 projets pour la seule année 2017. 
Alors que dans le reste de l’Europe, les terroristes cherchant à tuer indistinctement le plus grand nombre de personnes, par exemple avec des véhicules-béliers, les actes commis en France ont la particularité de cibler, dans neuf cas sur onze en 2017, des membres des forces de l’ordre. Le précédent attentat islamiste a eu lieu en octobre 2017 à la gare Saint-Charles de Marseille : deux personnes ont été tuées. 
En Europe, les attentats terroristes ont causé près de 2 400 morts depuis 2001.

## Déroulement
L'auteur des attaques, Radouane Lakdim, est un Marocain naturalisé français en 2004, âgé de 25 ans et demeurant avec sa famille à la cité Ozanam de Carcassonne,. 
Petit délinquant déjà condamné en 2011 et 2015, il est fiché S depuis 2014 pour radicalisation islamiste et pour « son appartenance à la mouvance salafiste », avant de passer brusquement à l'acte. Le matin du 23 mars, il accompagne l’une de ses sœurs à l’école avant de commettre les attaques.

### Aigles de la Cité de Carcassonne
Dans la matinée du 23 mars 2018, à 10 h 13 au parking des Aigles de la Cité à Carcassonne, connu pour être un lieu de rencontres entre homosexuels, Lakdim croise Renato Silva, un jeune Portugais de 25 ans, qui fume dans un sous-bois, et lui tire une balle dans la tête. Quelques minutes plus tard, il abat d’une balle dans la tempe Jean Mazières, un viticulteur à la retraite de 61 ans, qui marchait sur un sentier. Plus tard dans la journée, l'assassin se vantera d'avoir « allum[é] deux pédés » et de leur avoir « mis deux balles dans la tête, sans pitié. ». 
L'homophobie de Lakdim sera plusieurs fois évoquée durant le procès des attentats : une amie du tueur, Kamelia K., affirme lors d'une audition qu'« à chaque fois qu’il croisait un homosexuel, il voulait lui trancher la tête ».

### Avenue du général Leclerc
Armé de son pistolet automatique, Lakdim patiente ensuite à proximité de la caserne de Laperrine du 3e régiment de parachutistes d'infanterie de marine (3e RPIMa), dans le but de s'en prendre à des militaires mais, n'en voyant pas, il se rabat sur un groupe de quatre CRS de la compagnie 53 qui terminent leur footing, avenue du Général-Leclerc et rentrent à la caserne. Il s'en prend à quatre d'entre eux, tire à six reprises, et blesse grièvement un militaire originaire de Marseille et âgé de 43 ans.

### Super U de Trèbes

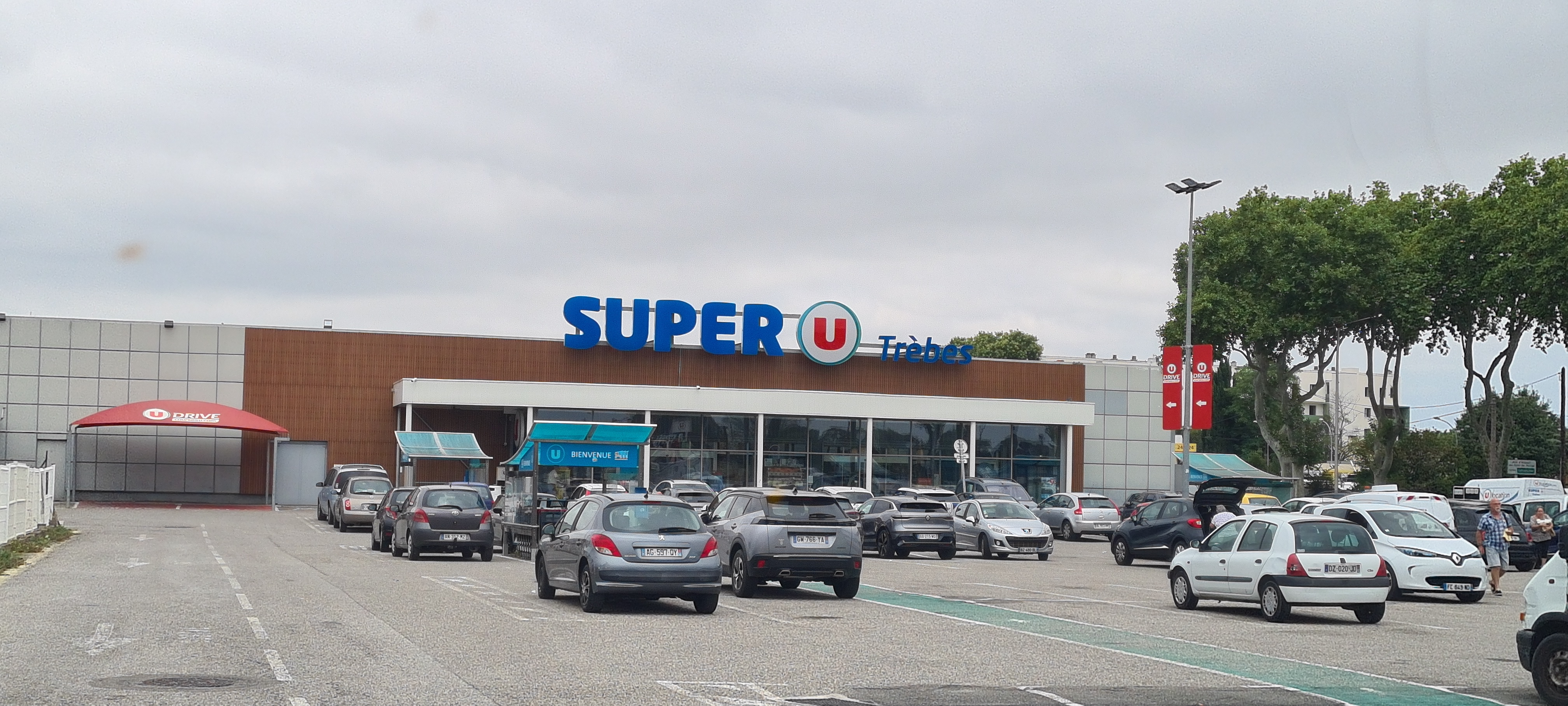
Le Super U de Trèbes en 2025.

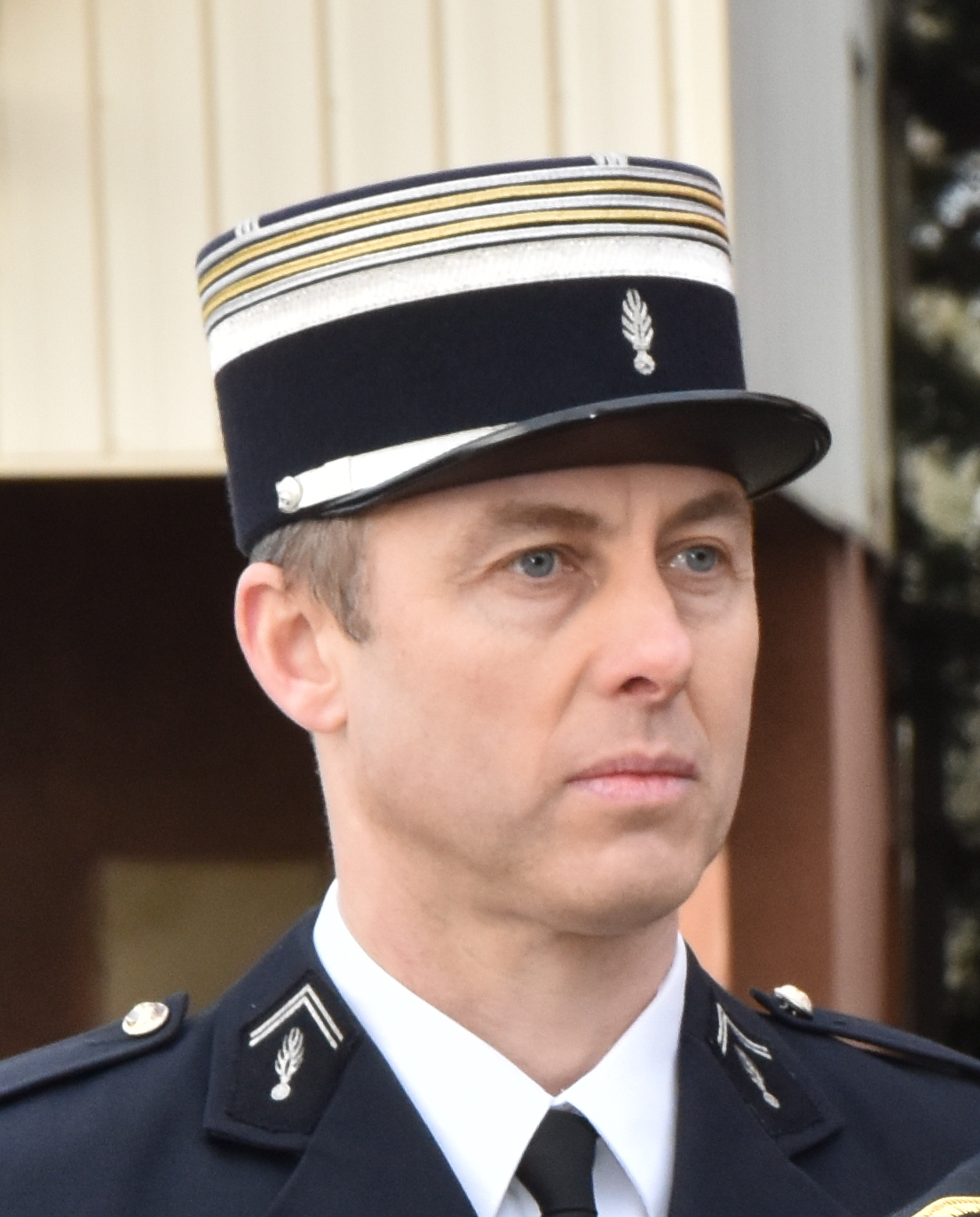
Le lieutenant-colonel Arnaud Beltrame en février 2018.

À 10 h 38, Lakdim gare l'Opel Corsa qu'il a dérobée en tuant un passager et en blessant un autre, sur le parking du supermarché Super U, situé rond-point de l'Europe à Trèbes, à 8 km du lieu du premier meurtre. 
Dès qu'il entre dans le magasin où se trouve une cinquantaine de personnes, il crie « Allahou akbar ! », indique qu’il est un soldat de l'État islamique , et se dit « prêt à mourir pour la Syrie ». 
Seulement 26 secondes après être entré dans le Super U, il tire par deux fois (le premier coup ne part pas) et tue à bout portant le chef boucher âgé de 50 ans Christian Medvès,, qui était parti discuter avec une caissière. Sauf deux d'entre eux, les clients s'enfuient. Hervé Sosna, Trébéen âgé de 65 ans, est lui aussi tué d'une balle à bout portant dans la tête, alors qu'il déposait ses courses sur le tapis de caisse. Une vingtaine de personnes parvient toutefois à s'échapper, d'autres à se cacher dans la chambre froide du supermarché. 
Le terroriste lance dans le magasin une grenade, qui n'explosera pas, et se retranche dans la salle des coffres où s'était cachée l'hôtesse d'accueil du magasin, qui se trouve prise en otage, Julie V., ancienne ingénieure de 40 ans devenue caissière l'année passée après la perte de son précédent emploi. Elle parvient à engager un dialogue pour l'apaiser et sur son injonction, elle appelle le commissariat où le terroriste dit être membre de l'EI et exiger la libération de Salah Abdeslam, djihadiste impliqué dans l'attentat du 13 novembre 2015,. 
L'antenne du GIGN installée à Toulouse est alertée à 10 h 56 et demande l'assistance du groupe national dès 10 h 58 et 24 hommes décolleront à 12 h de la base aérienne de Villacoublay. À 11 h 21, un groupe de gendarmes du PSIG de Carcassonne pénètre dans le magasin en compagnie  du lieutenant-colonel Arnaud Beltrame, plus haut gradé sur place. Rapidement et malgré les mises en garde des agents du PSIG qui disposent eux de gilets pare-balle, Beltrame se propose comme otage en échange de la libération de l'hôtesse de caisse,. À 11 h 32, l'otage est libérée. Le PSIG évacue les derniers clients restés dans le magasin,. 
Le GIGN de Toulouse est sur place dès 12 h 25 et ils sont rejoints par le RAID et la BRI. Vingt minutes plus tard, Arnaud Beltrame joint le commandant du groupement et répète les revendications de Lakdim. Beltrame apparaît une nouvelle fois comme bouclier humain quand la porte s'ouvre à 13 h 10. À 13 h 30, le terroriste est entendu prier. Plus tard, il exige un chargeur de téléphone portable qui lui est remis. À 14 h 13, un contact est noué sur le téléphone portable du gendarme et un négociateur du GIGN basé en région parisienne. Lakdim réitère sa demande de libération de Salah Abdeslam, mais le négociateur lui répond qu'il n'en a pas le pouvoir. Une minute plus tard, il signale la présence de la mère de Lakdim. 
Beltrame crie : « Attaque ! Assaut ! Assaut ! ». Alors que le terroriste est en train de lui trancher la gorge et de cribler de balles le corps du gendarme, le GIGN ne semble pas comprendre la scène dans l'instant ni interpréter tout de suite les râles entendus via son téléphone laissé ouvert sur une table,. L'équipe parisienne n'étant pas encore installée, c'est l'antenne du GIGN de Toulouse qui donne l'assaut à 14 h 24 min 30 s, soit 8 minutes 30 après les cris d'Arnaud Beltrame,. Les hommes du GIGN entrent dans la salle des coffres alors que le terroriste, dos à la porte, tente de se relever et crie à nouveau « Allahu akbar ! » avant d'être abattu. L'assaut est terminé à 14 h 28.

### Bilan
Cinq personnes sont grièvement blessées, dont le lieutenant-colonel Arnaud Beltrame. Cet acte de bravoure de l'officier est salué par le ministre de l'Intérieur Gérard Collomb. Deux gendarmes du GIGN ont été blessés par le terroriste lors de l'assaut. Arnaud Beltrame succombe à ses blessures à l'hôpital dans la nuit du 23 au 24 mars. L'autopsie révèle que les lésions par balles étaient non létales. La mort est due à « une plaie gravissime de la trachée et du larynx par arme blanche ». Outre son pistolet, un couteau de chasse et des engins explosifs artisanaux sont retrouvés dans le supermarché. Il est annoncé plus tard que le nombre de blessés s'élève à seize. Quelques minutes après l'assaut, l'État islamique revendique, via son organe de propagande Amaq, les trois attaques du « soldat » et visait à travers cet acte les pays membres de la coalition internationale,.
Le Système d'alerte et d'information des populations (SAIP) n'a pas émis d'alerte durant cette attaque. En mai 2018, le gouvernement abandonne SAIP pour se reposer sur Google, Facebook et Twitter. Pendant l'attaque de Trèbes, le dispositif de contrôle d'absence de danger Facebook (Facebook Safety Check) a été activé.
La compagne de Radouane Lakdim ainsi qu’un mineur de ses amis, sont placés en garde à vue pour « association de malfaiteurs en relation avec une entreprise terroriste criminelle ». La perquisition réalisée au domicile de Radouane Lakdim permet de trouver des éléments relatifs à l’organisation Etat islamique, « s’apparentant à un testament », ainsi que des supports numériques.

## Réactions

### Réactions nationales

#### Réactions de présidents
Le président de la République Emmanuel Macron via Twitter depuis Bruxelles : « J'assure les habitants de Trèbes de l'entière solidarité et mobilisation des services de l'État et de ses forces de l'ordre. » Il déclare plus tard : « Le lieutenant-colonel Arnaud Beltrame est mort au service de la nation, à laquelle il avait déjà tant apporté. En donnant sa vie pour mettre un terme à l'équipée meurtrière d'un terroriste djihadiste, il est tombé en héros ». Il prononce son éloge funèbre lors d'un hommage national le 28 mars à l'hôtel des Invalides. Arnaud Beltrame est promu au grade de colonel à titre posthume et fait commandeur de la Légion d'honneur. Il reçoit également les médailles de la sécurité intérieure, de la Gendarmerie nationale et celle pour acte de courage et dévouement.
L'ancien président François Hollande déclare sur Twitter que : « ces attaques interviennent alors que la France vit sous une constante menace terroriste depuis la vague d’attentats djihadistes sans précédent, parfois de masse, qui ont fait 245 morts depuis 2015. La France est particulièrement visée car elle fait partie de la coalition militaire internationale intervenant en Syrie et Irak contre Daech, qui perd peu à peu tous ses bastions. ».

#### Messe du 25 mars
Le dimanche suivant les attentats, le 25 mars, est le dimanche des Rameaux. La messe en l'église Saint-Étienne de Trèbes se double d'un hommage aux victimes et l'église est pleine ; en outre une foule de 350 personnes la suit sur le parvis, grâce à des haut-parleurs. L'évêque de Carcassonne et Narbonne, Mgr Alain Planet, préside la célébration eucharistique. 
Par solidarité avec les victimes et pour se dissocier du terrorisme islamiste, des représentants de la communauté musulmane, surtout de Trèbes et Carcassonne, assistent à la messe, dont Mohamed Belmihoub l'imam de la mosquée du Viguier de Carcassonne. À propos de cette présence interreligieuse, Mgr Planet déclare : « Votre présence nous dit que les fauteurs de haine ne gagneront pas », tandis que l'imam Belmihouh affirme à propos des attentats : « La communauté [musulmane a été] poignardée, l'islam lui-même [a été] poignardé par des gens qui utilisent des symboles chers à nos cœurs. « Allahu akbar », c'est un symbole d'adoration de Dieu, ça veut dire Dieu est plus grand que la haine. »

#### Réaction du quartier de résidence du terroriste
Des groupes de journalistes sont violemment pris à partie par plusieurs individus dans la cité Ozanam, un quartier « sensible » de Carcassonne où résidait Lakdim, et sont contraints de quitter les lieux. Tous les habitants interrogés ont voulu garder l'anonymat,,. Plusieurs jeunes du quartier ont crié leur soutien au terroriste devant les policiers.

#### Affaires d'apologie du terrorisme
Deux affaires d'apologie du terrorisme se produisent peu après les attentats.
- Affaire Stéphane Poussier

Un ancien candidat de La France insoumise aux élections législatives de 2017 dans le Calvados, Stéphane Poussier, rapidement désavoué par les responsables du parti, est placé en garde à vue le 25 mars pour apologie du terrorisme au lendemain de tweets qu'il avait publiés pour se réjouir de la mort du gendarme Beltrame, notamment : « À chaque fois qu'un gendarme se fait buter (...) je pense à mon ami Rémi Fraisse » ou « Là, c'est un colonel, quel pied ! Accessoirement, encore un électeur de Macron en moins ».
La classe politique condamne unanimement les propos de Poussier, et le leader de La France insoumise, Jean-Luc Mélenchon, porte plainte au nom de son parti pour apologie du terrorisme. Jugé en comparution immédiate, Poussier est condamné le 27 mars à un an de prison avec sursis par le tribunal correctionnel de Lisieux ainsi qu'à l'interdiction de ses droits civiques et civils pendant sept ans,.
Le 27 mars, devant l'Assemblée nationale, Mélenchon rend à Arnaud Beltrame un hommage qui est applaudi unanimement par les députés, y compris ses opposants LR et LREM, afin que l'affaire Poussier ne brise pas l'unité nationale après les attentats.
- Affaire d'une militante végane

Le parquet de Foix, avant de se dessaisir au profit de celui de Saint-Gaudens, a ouvert une enquête pour apologie du terrorisme contre une militante végane et fabricante de fromages, pour avoir publié sur Facebook un message s'attaquant au boucher Christian Medvès, tué dans l'attentat : « Ben quoi, ça vous choque un assassin qui se fait tuer par un terroriste ? Pas moi, j'ai zéro compassion pour lui ; il y a quand même une justice ». Elle est jugée en comparution immédiate le jeudi 29 mars 2018 et condamnée à 7 mois de prison avec sursis.

### Réactions internationales
- Allemagne : La chancelière allemande Angela Merkel fait part de « son soutien à la France »[48].
- Canada : Le Premier ministre canadien Justin Trudeau déclare : « Le Canada condamne fermement l’attentat terroriste perpétré aujourd’hui à Trèbes, en France. Nous sommes solidaires de la population française et offrons nos condoléances aux amis et aux familles des victimes. »[49]
- Espagne : Le président du gouvernement espagnol Mariano Rajoy déclare : « Nous ne baisserons jamais la garde dans la lutte contre le terrorisme. »[50]
- États-Unis : Le président des États-Unis, Donald Trump, via Twitter : « Nos pensées et nos prières vont aux victimes de l'attaque horrible en France, et nous pleurons la perte subie par leur nation. Nous condamnons également les actions violentes de l'attaquant et de quiconque lui ayant apporté son soutien. »[51]
- Israël : Le Premier ministre israélien Benyamin Netanyahou condamne l’attentat terroriste « Le monde civilisé doit s’unir et agir ensemble pour vaincre le terrorisme. »[52].
- Italie : Le président de la République italienne, Sergio Mattarella, a envoyé le message suivant au président de la République française : « J'ai été consterné par les nouvelles de l'épisode haineux du terrorisme qui a frappé de nouveau, il y a quelques heures, votre pays. Dans ces circonstances douloureuses, en réitérant la plus grande détermination de l'Italie à collaborer avec la France dans la lutte contre toutes les formes de violence terroriste, je souhaite exprimer la proximité sincère de l'Italie et de mes proches à vous et aux familles des victimes, alors que nous souhaitons que les blessés se remettent complètement. »[53]
- Royaume-Uni : La Première ministre britannique Theresa May dénonce cet attentat comme « lâche » et se déclare « solidaire de nos amis et alliés de France, comme ils l'ont toujours été avec nous. »[54][source insuffisante].
- Turquie : Le ministère des Affaires étrangères turc condamne l'attentat terroriste et adresse son soutien aux victimes[55].
- Union européenne : Le président de la Commission européenne, Jean-Claude Juncker, déclare depuis Bruxelles : « La France a encore une fois été frappée par un acte lâche et sanglant. Nous exprimons notre émotion et notre plein soutien au peuple français. »[56]

## Victimes

### Hommages au colonel Arnaud Beltrame
Le lieutenant-colonel Arnaud Beltrame est promu le 27 mars à titre posthume au grade de colonel. Le 28, il reçoit un hommage national, le cercueil est convoyé devant le Panthéon, d'où part un cortège funèbre jusqu'aux Invalides en passant par les quais de Seine, le corbillard est précédé de motocyclistes de la gendarmerie et entouré de gardes républicains à cheval, première fois, à la connaissance de l'historien Christian Amalvi, qu'un hommage national est précédé d'un tel cortège.
Le corps politique tous bords confondus et la presse française unanime qualifient le colonel Beltrame de héros, un hommage inédit depuis la victoire de 1945, « Arnaud Beltrame lui-même, incarne un héros de droite et de gauche, à la fois franc-maçon et catholique » selon l'historien Raphaël Spina.
Dans le monde, le sacrifice du lieutenant-colonel de gendarmerie suscite de nombreux hommages où il est qualifié de héros. Il est à la une de nombreux quotidiens étrangers et son histoire est commentée en boucle sur les chaînes de télévision étrangères,,.
Le président des États-Unis Donald Trump rend hommage à Arnaud Beltrame : « La France honore un grand héros. ». Le 26 mars, le pape François déclare : « Je salue particulièrement le geste généreux et héroïque du lieutenant-colonel Arnaud Beltrame qui a donné sa vie en voulant protéger des personnes. »

### Blessés
Atteint d'une balle dans la tête, Renato Silva, est plongé dans un coma artificiel depuis son admission au centre hospitalier de Perpignan jusqu'au 4 avril 2018,. Depuis, il vit avec un œil gauche qui ne distingue que les couleurs, une oreille sourde et une balle dans le cerveau que les médecins n'ont pas voulu extraire de peur de le tuer,,. 

### Lieux de mémoire
Le 14 avril 2018, le maire de Trèbes Éric Ménassi annonce le projet d'inaugurer en mars 2019 deux « lieux de mémoire » en hommage à Arnaud Beltrame et à l'ensemble des victimes.

## Enquête

### Profil de l'auteur
Radouane Lakdim est né le 11 avril 1992 au Maroc. Sa famille s'installe par la suite en France et il obtient la nationalité française en 2004. Il est condamné le 29 mai 2011 à un mois de prison avec sursis par le tribunal correctionnel de Carcassonne pour port d'arme prohibée.
En 2014, la tante de Radouane Lakdim est signalée pour radicalisation. Les services antiterroristes français commencent alors à s’intéresser à cette famille. Son neveu aurait souhaité rejoindre la zone irako-syrienne. Les services turcs sont alors alertés et, en juin 2014, il est fiché S en raison de ses liens avec la mouvance salafiste,,. Il est de nouveau condamné à un mois de prison ferme le 6 mars 2015 pour usage de stupéfiants et refus d'obtempérer, ce qui lui vaut d'être incarcéré du 2 au 25 août 2016 à la maison d'arrêt de Carcassonne.
Le procureur de la République François Molins déclare que Lakdim s'est défini comme « soldat de l'État islamique » pendant la prise d'otages. Toujours sous surveillance des services de sécurité, ceux-ci estiment en 2017 qu'il n'y a plus lieu de le suivre et cessent de le faire la même année. Selon les premiers éléments de l'enquête, Lakdim ne s'est jamais rendu en zone irako-syrienne et il n'aurait même jamais eu de contact direct avec des membres de l'État islamique.
Alors âgé de 22 ans, Lakdim fait la rencontre de Marine Pequignot, une jeune fille désocialisée de 14 ans, qui se cherche affectivement et spirituellement. Ils entament une liaison, ont des rapports sexuels, se droguent. Radouane Lakdim se radicalise sans diminuer sa consommation d'alcool. Pequignot plonge également dans la radicalisation, consulte des vidéos de décapitation sur internet, justifie les attentats perpétrés en France auprès de ses amis et énonce son désir de partir en Syrie, tout en continuant à porter la jupe et du maquillage, et à fumer jusqu'à dix joints par jour. Lakdim s'expose avec des armes sur son compte Snapchat, nommé « Kalashtatata », et envoie des photos de l'État islamique à ses amis sur Facebook. Sa famille et ses connaissances assistent à sa dérive, sans jamais alerter les autorités compétentes.
Selon les premières expertises toxicologiques réalisées sur le corps de Radouane Lakdim, le terroriste aurait consommé une importante quantité de cannabis peu avant ses attaques.
Ses obsèques sont organisées à Carcassonne le 29 mars 2018.

### Déroulement de l'enquête
Le ministre de l'Intérieur Gérard Collomb, arrivé à 14 h 45, déclare : « C'était un petit délinquant, il était connu pour deal de stupéfiants mais on ne pouvait pas dire qu'il allait être un radical qui allait passer à l'acte. » Pourtant à 18 h 7, il est annoncé que l'auteur de l'attentat était fiché S, depuis l'été 2014. Le tueur était en outre inscrit au Fichier des signalements pour la prévention de la radicalisation à caractère terroriste (FSPRT), de 2016 jusqu'à l'automne 2017, date à laquelle la surveillance est levée.
Le soir du 23 mars, sa compagne, Marine Péquignot, âgée de 18 ans (également fichée S, depuis le 21 mars 2017) est placée en garde à vue pour « association de malfaiteurs en relation avec une entreprise terroriste » afin d'être interrogée, celle-ci a crié « Allahou akbar » lors de son interpellation. C'est une Française convertie à l'islam depuis l'âge de 16 ans. Elle apparaît très active sur les réseaux sociaux où « elle fait l'apologie des thèses de l'État islamique ». Tout comme Radouane Lakdim, cette convertie est connue par les services de police pour des affaires de droit commun. Lors de sa garde à vue, celle-ci a cautionné les attentats en France, considérant qu'il est normal que l’État islamique attaque en représailles de ses combattants tués par l'armée française, déclarant même « regretter qu’il n’y ait pas eu plus de morts au cours des attaques commises par Lakdim ». Se disant séparée de lui depuis quelques semaines, elle conteste avoir été associée au projet de Lakdim, tout en indiquant qu'elle ne l'aurait pas dénoncé si elle avait connu ses projets,. Après sa garde à vue, elle est mise en examen pour « association de malfaiteurs terroristes en vue de préparer des crimes d'atteintes aux personnes » et mise en détention provisoire dans la soirée du 27 mars 2018. Lors de la perquisition de la famille Lakdim, vers 19 h, ses couteaux sont retrouvés cachés sous des matelas dans la chambre d’une sœur et celle de ses parents, laissant croire que sa chambre a été "nettoyée" en vitesse par sa famille avant l'arrivée des enquêteurs. Deux de ses sœurs, Chaïma et Nassima, se sont également ruées vers le Super U vers midi, dès l'annonce, dans les médias, d'un attentat - signalant qu'elles auraient pu être au courant du projet de leur frère. Sa mère tiendra plusieurs versions contradictoires durant l’enquête.
Un jeune homme de 17 ans, Sofiane L., né à Carcassonne, est mis en garde à vue dans la nuit du vendredi à samedi pour vérifier son éventuelle complicité,. Sa garde à vue est levée dans la soirée du 27 mars 2018.
La perquisition réalisée au lendemain de l'attaque au domicile du tueur, Radouane Lakdim, permet de trouver des « notes faisant allusion à l'organisation État islamique ». Pour certains habitants du quartier, la radicalisation de Lakdim était indétectable et il n'allait plus à la mosquée.
Au cours d’un conseil restreint de défense à l'Élysée qui s’est tenu le 24 mars en fin d’après-midi, le président de la République a « demandé la convocation cette semaine par les préfets de l’ensemble des groupes d’évaluation départementale suivant les individus ayant fait l’objet de signalements pour radicalisation ».
En octobre 2018, six personnes de l’entourage familial et amical de Radouane Lakdim sont interpellées le 16, dont trois sont ensuite mises en examen et placées en détention provisoire le 19. En octobre 2019, une huitième personne est mise en examen pour « association de malfaiteurs terroriste criminelle » ainsi que pour « détention et cession d’armes de catégorie A et B en relation avec une entreprise terroriste ». Âgé d’une quarantaine d’années, cet ancien militaire est placé sous contrôle judiciaire.

## Procès
Marine P. et six autres personnes sont jugées du 22 janvier et jusqu’au 23 février 2024 pour « association de malfaiteurs terroristes » (AMT). Cinq des accusés sont soupçonnés d'avoir, en connaissant sa radicalisation, apporté leur soutien au terroriste. Aucun n'est jugé pour « complicité » des crimes commis par Radouane Lakdim. Samir M., ami du terroriste, est poursuivi pour avoir accompagné le terroriste acheter le couteau utilisé lors des attentats, en ayant connu sa radicalisation, mais sans qu'il soit prouvé sa connaissance du projet terroriste. 
Le 23 février, quatre des cinq accusés pour association de malfaiteurs terroristes sont acquittés de cette charge, en l'absence « d'actes matériels ». Pour la Cour, « Beaucoup de gens dans cette affaire ont manifesté une grande complaisance vis-à-vis du terroriste. A défaut d’une responsabilité pénale, ils ont une grande responsabilité morale ». Seule Marine P. est reconnu coupable d'association de malfaiteurs terroristes, et condamné à cinq ans de prison dont trois ferme. Les autres sont condamnés pour « non-dénonciation de crime terroriste », « provocation à un acte de terrorisme » ou encore « soustraction de preuves » et condamnés à des peines allant de six mois à quatre ans de prison ferme.
Face à des peines bien plus légères que celles réclamées par le parquet, ce dernier fait appel pour trois accusés : Marine P. (AMT), Samir M. (condamné pour détention d'arme, le parquet avait réclamé dix ans de détention pour AMT) et Baghdad H. (non-dénonciation de crime terroriste). Le procès est prévu pour fin 2026.